# Istituto alle Stimate
L'istituto "Alle Stimate" è una scuola del centro di Verona, fondata da san Gaspare Bertoni nel 1816. Comprende la scuola Primaria, la Secondaria di primo grado e la Secondaria di Secondo grado con il liceo classico, scientifico, scientifico delle scienze applicate e linguistico.
L'istituto ospita una biblioteca con una preziosa collezione di libri che furono acquisiti da san Gaspare Bertoni (1777-1853).

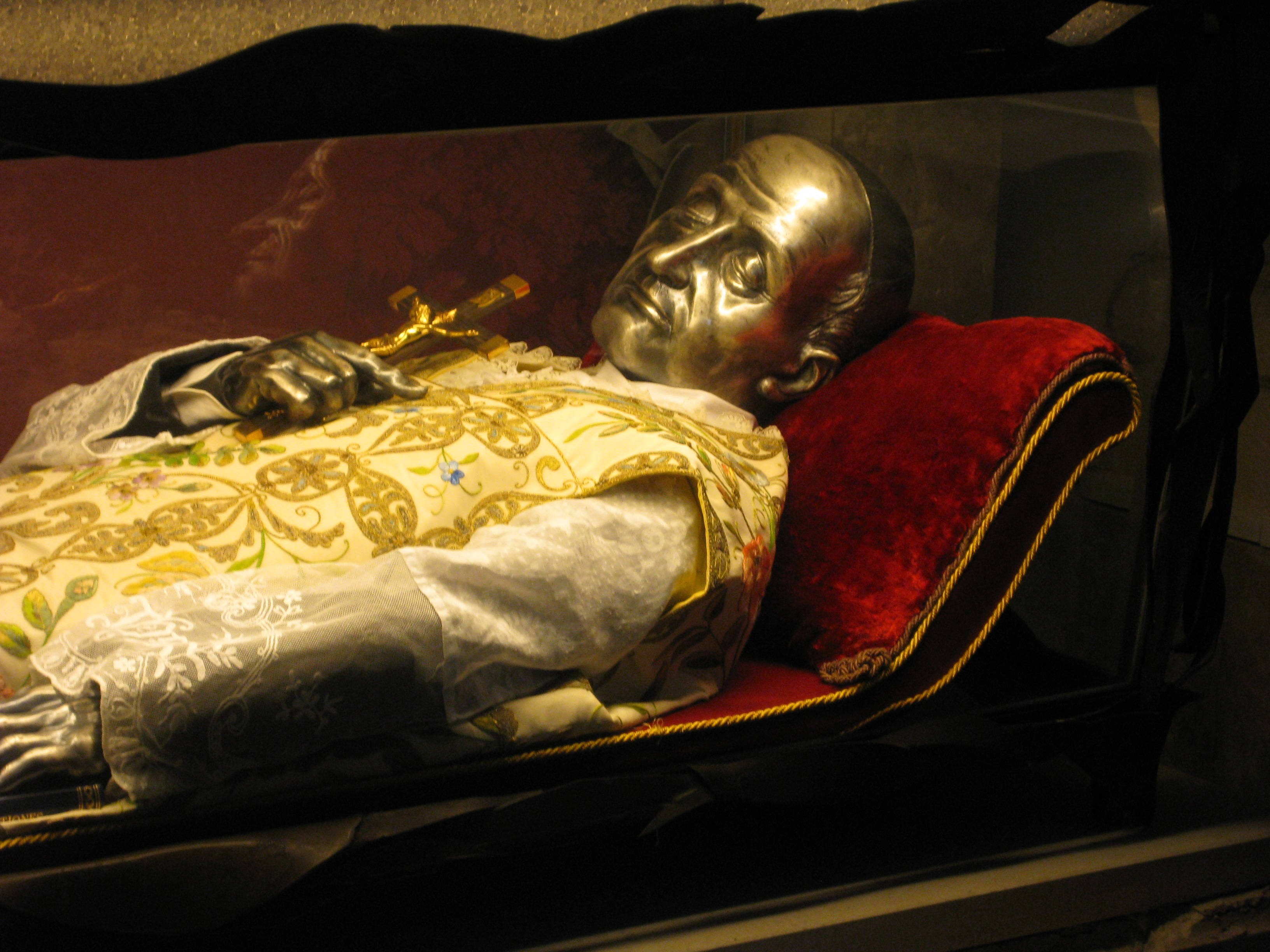
Le spoglie di Gaspare Bertoni, il fondatore dell'Istituto alle Stimate.